# Sveva da Montefeltro
Sveva da Montefeltro, també coneguda com a Serafina Sforza (Urbino 1434-Pesaro 8 de setembre del 1478), va ser una noble italiana, després monja clarissa. És venerada com a beata en el si de l'orde franciscà.

## Vida
Sveva era filla de Guidantonio I Montefeltro, comte d'Urbino, i de Caterina Colonna, neboda del papa Martí V. Quedà orfe de mare el 1438 i orfe de pare el 1443. El seu germà gran, Oddantonio da Montefeltro, va succeir el seu pare com a comte i cuidà de Sveva da Montefeltro fins que fou assassinat el 1444. Dos anys més tard, quan tenia 12 anys, va estar implicada en el complot per assassinar Sigismondo Pandolfo Malatesta. Els altres membres del complot van ser executats i Sveva va ser educada a Roma pel seu oncle cardenal, el futur papa Martí V.
El cardenal Colonna va acordar el matrimoni, i el 9 de gener de 1448 Sveva da Montefeltro es va casar amb Alesandro Sforza, senyor de Pesaro i Gradara i gran conestable del Regne de Nàpols.
Segons la font hi ha versions que difereixen sobre els primers anys de matrimoni. Alguns diuen que van ser feliços, altres que Sveva era una histèrica i altres que des del principi el marit ja portava una vida dissoluta i la maltractava. El 1456 Alessandro va anar a lluitar durant sis anys, mentre Sveva dirigia el Ducat de Pesaro i cuidava els fills.
A la seva tornada, Alesandro va començar una aventura amb Pacifica Semperoli, esposa d'un metge local. El marit es va convèncer que la seva dona conspirava contra ell i el volia enverinar. Per això va començar a abusar de Sveva amb pallisses, insults, estrangulació i un inten d'enverinament que la va deixar parcialment paralitzada.
Alesandro la va obligar a sortir de casa seva i fer-la ingressar al convent de clarisses del Corpus Christi de Pesaro i la va repudiar l'agost de 1457. Malgrat resistir-se al principi, finalment va canviar d'opinió, es feu monja i prengué el nom de Sor Serafina. Alessandro el 3 d'abril de 1473 va anar a demanar-li perdó al convent i va morir aquell mateix any d'un atac de feridura.
Fou elegida abadessa del convent el 1475 i hi morí en 1478. El seu cos, trobat incorrupte anys després al convent, va ser traslladat a la catedral de Pesaro, on és venerat.

## Veneració
Va ser beatificada pel Papa Benet XIV el 17 de juliol de 1754. La seva festivitat és el 9 de setembre, especialment celebrada pels franciscans.